# Cirey-sur-Vezouze
Cirey-sur-Vezouze település Franciaországban, Meurthe-et-Moselle megyében. Lakosainak száma 1579 fő (2022. január 1.). Cirey-sur-Vezouze Bertrambois, Frémonville, Harbouey, Petitmont, Tanconville és Val-et-Châtillon községekkel határos.

## Népesség
A település népességének változása:
| Lakosok száma | 2375 | 2049 | 1989 | 1799 | 1702 | 1679 | 1644 | 1610 | 1600 | 1579 |
|               | 1968 | 1982 | 1990 | 2006 | 2013 | 2015 | 2017 | 2019 | 2020 | 2022 |